# Melanostoma
Melanostoma is een geslacht van vliegen uit de familie van de zweefvliegen (Syrphidae). De wetenschappelijke naam van het geslacht werd in 1860 voorgesteld door Ignaz Rudolph Schiner. Als typesoort wees hij Syrphus mellinus (Linnaeus, 1758) aan, de gewone driehoekszweefvlieg.
In zijn boek Fauna austriaca: Die Fliegen (Diptera) uit 1862 gaf Schiner een uitgebreidere beschrijving van het geslacht en van enkele soorten: het zijn middelgrote, bij uitzondering grotere, bijna naakte soorten met een metaalzwarte of zwartgroene kleur, die op het achterlijf onderbroken is door lichte vlekken of banden. Het achterlijf is over het algemeen gestreept, langwerpig, en de vleugels reiken tot over het achterlijf uit. In rust liggen ze parallel op het lichaam.
Uiterlijk lijken deze vliegen op die uit het geslacht Platycheirus Le Peletier & Seville, 1828. In 1970 heeft Hugo Andersson de kenmerken aangegeven waarin deze geslachten verschillen; dit gaat onder meer over de structuur van het metasternum.
Over de levenscyclus van vliegen uit dit geslacht is weinig bekend, hoewel het een omvangrijk geslacht is met veelvoorkomende soorten zoals de gewone driehoekszweefvlieg en de slanke driehoekszweefvlieg. Schiner schreef dat de larven, zoals die uit het geslacht Syrphus, waarschijnlijk van bladluizen leven. In het laboratorium is men er inderdaad in geslaagd om verschillende Melanostoma-soorten te kweken door de larven van bladluizen te voorzien.

## Soorten
- Melanostoma abdominale Shiraki, 1930
- Melanostoma aenoscutum Hull, 1964
- Melanostoma algens Curran, 1931
- Melanostoma alpinum Szilády, 1942
- Melanostoma alticola Speiser, 1910
- Melanostoma ambigua (Fallén, 1817)
- Melanostoma angustatum Williston, 1887
- Melanostoma annulipes Macquart, 1842
- Melanostoma apicale Bigot, 1884
- Melanostoma atrum Sack, 1932
- Melanostoma aurantiaca Becker, 1921
- Melanostoma babyssa (Walker, 1849)
- Melanostoma babyssola Speiser, 1924
- Melanostoma bergmani Doesburg, 1966
- Melanostoma bicruciatum (Bigot, 1884)
- Melanostoma bituberculatum Loew, 1858
- Melanostoma boreomontanum Mutin, 1986
- Melanostoma diffusum Hull, 1941
- Melanostoma dubium (Zetterstedt, 1838)
- Melanostoma elongatum Matsumura, 1919
- Melanostoma eversmanni Enderlein, 1938
- Melanostoma fasciatum (Macquart, 1850)
- Melanostoma flavipenne Matsumura, 1919
- Melanostoma flavipleurum Hull, 1964
- Melanostoma floripeta Speiser, 1910
- Melanostoma fumivenosum Doesburg, 1966
- Melanostoma gedehense Meijere, 1914
- Melanostoma gymnocera Bigot, 1891
- Melanostoma incisum Matsumura, 1916
- Melanostoma incompletum Becker, 1908
- Melanostoma incurvum Dirickx, 2001
- Melanostoma infuscatum Becker, 1909
- Melanostoma keiseri Dirickx, 2001
- Melanostoma matilei Dirickx, 2001
- Melanostoma meijerei Goot, 1964
- Melanostoma mellinum (Linnaeus, 1758)
- Melanostoma motodomariense Matsumura, 1919
- Melanostoma normale Curran, 1931
- Melanostoma ochraceum Dirickx, 2001
- Melanostoma orientale Wiedemann, 1824
- Melanostoma otaniense Matsumura, 1919
- Melanostoma parva (Williston, 1882)
- Melanostoma pedius Walker, 1852
- Melanostoma perinetense Dirickx, 2001
- Melanostoma pumicatum (Meigen, 1838)
- Melanostoma pyrophaenoides Speiser, 1910
- Melanostoma quadrifasciatum Curran, 1928
- Melanostoma satyriphilum Hull, 1941
- Melanostoma scalare (Fabricius, 1794)
- Melanostoma simplex Doesburg, 1955
- Melanostoma subbituberculatum Kassebeer, 2000
- Melanostoma sulphuripes Hull, 1964
- Melanostoma sylvarum Hull, 1941
- Melanostoma teizonis Matsumura, 1919
- Melanostoma tenuis Matsumura, 1919
- Melanostoma tiantaiensis Huo & Zheng, 2003
- Melanostoma transversum Shiraki & Edashige, 1953
- Melanostoma trochanteratum Hull, 1964
- Melanostoma tumescens Szilády, 1940
- Melanostoma univittatum Wiedemann, 1824
- Melanostoma violaceum Hull, 1964
- Melanostoma wollastoni Wakeham-Dawson, Aguiar, Smit, McCullough & Wyatt, 2004